# Antrain
Antrain foi uma comuna francesa na região administrativa da Bretanha, no departamento Ille-et-Vilaine. Estendia-se por uma área de 9,31 km². Em 2010 a comuna tinha 4 247 habitantes (densidade: 456,2 hab./km²).
Em 1 de janeiro de 2019, passou a formar parte da nova comuna de Val-Couesnon.